# Zhang Chunqiao
Zhang Chunqiao (en chino tradicional, 張春橋; en chino simplificado, 张春桥; pinyin, Zhāng Chūnqiáo; Wade-Giles, Chang Ch'un-chiao) (n. 1917- f. 21 de abril de 2005) fue un político comunista y periodista en la República Popular China, alcalde de Shanghái, que ganó notoriedad mundial por formar parte de la Banda de los Cuatro, los cuatro funcionarios comunistas más identificados con la Revolución Cultural (1966-1976).

## Carrera antes 1949
Zhang comenzó su carrera en la política de China en los años 1930 como periodista y escritor en Shanghái, la capital cultural de la China moderna desde la Revolución de Xinhai en 1911. En 1938 el Partido Comunista de China (PCC) convino una conferencia desde su sede nacional en Yan'an en el norcentro de China. En aquellos años China estaba dividida entre muchas facciones, y el gobierno de Chiang Kai-shek atrajo muchas críticas de intelectuales, por ejemplo Zhang, los que desertaron a los comunistas como una manifestación contra la corrupción de Chiang.
A pesar de que Zhang y muchos otros reclutas jóvenes se alistaron en el PCC por razones ideológicas, sufrieron desconfianza por parte de la dirección. Entre 1941-1945, cuando China en su totalidad se hallaba envuelta en la Guerra del Pacífico contra Japón, el presidente del PCC Mao Zedong purgó al Movimiento de Rectificación en Yan'an. Zhang sobrevivió al periodo violento de Yan'an y se hizo cercano a Mao en su lucha por el control total del PCC. Los métodos usados en Yan'an para desacreditar a los miembros disidentes del PCC se convertirían en una herramienta usual cuando Zhang Chunqiao participara en purgas posteriores.

## En la RPC
Cuándo el PCC triunfó en la guerra civil china en mayo de 1950, Zhang recibió un puesto como redactor del Jiefang Ribao (Diario de Liberación) en Shanghái, y volvió al mundo cultural de China, ahora como uno de los capataces. Allí se encontró con la mujer de Mao Zedong, Jiang Qing (conocida además como Madame Mao), una actriz profesional en los años 1930, y también la mujer más poderosa en la China comunista. Ellos se habrían hecho colegas cercanos en las luchas internas del liderazgo de China en la era Mao. El apodo de Zhang fue «La Cobra», debido a sus gafas gruesas y aspecto serpentino, y además de su maquinaciones entre bastidores de la RPC.

### Las purgas tempranas
Zhang Chunqiao no fue solo un redactor y periodista, sino un cacique de la zona de Shanghái para Mao, y aprovechó su posición para ser uno de los propagandistas más conocidos en China (otro socio en la Banda de los Cuatro, Yao Wenyuan, también sirvió en esa función). 
Las problemas en su carrera empezaron en junio de 1959 durante una conferencia en el centro de vacaciones Lushan acerca de las políticas económicas del Gran Salto Adelante. El ministro de defensa Mariscal Peng Dehuai declaró que el Gran Salto hacía estragos en el pueblo. Zhang Chunqiao vio en el desafío de Peng a la autoridad de Mao la amenaza más seria a la regla del segundo. En aquella fase, los otros oficiales en el régimen Mao no desafíaron al Gran Salto, pues hasta 1961 el presidente nominal de la RPC, Liu Shaoqi, y el primer ministro Zhou Enlai estaban hartos de seguir la política económica de Mao, y exigieron un alto al Gran Salto. El aliado de Liu, secretario general del PCC Deng Xiaoping, empezó hacer reformas económicas en contradicción a los principios del Gran Salto Adelante. En la Asamblea de Siete Millas, una conferencia de los principales directivos del PCC en 1962, Liu declaró que el fracaso del Gran Salto Adelante podía atribuirse a un "30% culpa de la naturaleza, 70% error humano".
Zhang, un confidente de la Señora Mao, la que creía en las políticas más radicales en el PCC, fue uno de los oficiales más amenazados por Liu y Deng. En los años 1962-1965, un periodo en que la facción Mao perdió mucho poder en la RPC, Zhang y otras personas vinculados con Mao lo animaron a vengarse de las ofensas de Liu.

## La Mente de la Banda
En realidad, las figuras que planearon la Revolución Cultural pertenecieron a un grupo más grande de personas que hoy se conocen como la Banda de los Cuatro, y solo tras 1971, en los años finales de la era Mao. Ellos constituyeron una camarilla alejada de los otros radicales alineados con Mao. El líder comunista reunió a sus colaboradores más cercanos en 1965. Ellos incluyeron a Jiang Qing, Zhang, al propagandista Yao Wenyuan, y al militante estudiantil Wang Hongwen (los que luego formarían la Banda de los Cuatro); el ayudante y sobrino de Mao Zedong, Mao Yuanxin, y Kang Sheng, jefe de la policía secreta del PCC. Otras personas que luego se opusieron a la Banda fueron el propagandista Chen Boda, redactor del periódico oficial del partido comunista Hongqi (Bandera Roja), y el ministro de defensa Mariscal Lin Biao.
El papel de Zhang fue muy importante: coordinar las acciones de los Guardas rojos con la campaña de denuncias contra Liu Shaoqi, Deng Xiaoping, y otros oficiales comunistas; figuras puestas como de la Revolución Cultural. El peligro de la violencia de masas que trajeron los Guardas Rojos, estudiantes y matones jóvenes organizados por Wang Hongwen, quedó claro para los partidarios de Mao, tanto como para sus enemigos: ellos los podían derribar como un resultado no deseado de su propia purga. Zhang aconsejó a Mao desmontar la Comuna Popular de Guardas Rojos de Shanghái que se formó en enero de 1967, para impedir la crecimiento de una alternativa radical del PCC. Las cuadrillas de milicias que iban a confrontar los Guardas Rojos, llamados los «grupos de trabajo»), eran dirigidos por Zhang, que sirvió oficialmente como jefe del Departamento de Propaganda del Comité Central del PCC. Los grupos de trabajo suprimían a los Guardas Rojos cuándo ellos hicieron peligrar el orden, pero en otros casos sencillamente guiaron a las acciones de los Guardas para servir los intereses del liderazgo radical.
Según la biografía crítica Mao: The Unknown Story, de Jung Chang y John Halliday, entró a la escena de la Revolución Cultural como . . .

. . . un funcionario de medio rango en Shanghái que atrajo la atención de Mao con su habilidad de producir artículos vestidos con los dichos egotistas de Mao en atuendo de la ideología marxista. Al principio del la Revolución Cultural, Mao le subió (a Zhang) en un golpe a la cumbre para ejercer la tarea crucial de empaquetar la Purga en fraseología ideológica. Zhang fue el principal responsable de los textos que llevaron a mucha gente en China y en el extranjero a disfrazar el carácter verdadero de la Revolución Cultural con ilusión.

La lealtad de Zhang a Mao sería puesta a prueba en la siguiente década.

## El lapso
Para 1971 Mao había conseguido eliminar a todos sus enemigos en posiciones de poder. El más importante fue Liu Shaoqi, que había sido encarcelado en 1967 y murió en cautiverio en 1969. Debido a la dominación total de aparato de Zhang y los otros propagandistas Yao Wenyuan y Chen Boda en la prensa china, los ciudadanos no supieron hasta 1976 que Liu había muerto. Pero Mao tuvo que pagar un precio por la lealtad de sus colaboradores cuándo se produjo una ruptura entre él y el Mariscal Lin. Lin, la figura más poderosa en la China comunista después de Mao, tenía un gran poder en el militar chino (EPL), y muchos hombre leales a él, incluyendo a su propio hijo Lin Liguo, un oficial en el estado mayor de la fuerza aérea. Para probar su poder, en 1959 desde la conferencia de Lushan, Lin denunció a Zhang. En 1971 Lin decidió de nuevo atacar a «Cobra», para convencer a Mao que sin él no podría seguir dominando el Estado y el Ejército. Mao rechazó purgar a Zhang, una decisión que le costó su alianza vieja con Lin.
En septiembre de 1971, tras un periodo de tensiones graves y actos de Mao contra leales de Lin en el ejército, Lin descubrió que Mao estaba listo para ordenar su arresto. El 13 de septiembre la familia Lin intentó fugarse a la Unión Soviética, pero todos los miembros a bordo del avión murieron en un accidente aéreo en territorio mongol.

## Comienzo de la caída - 1972-74
La muerte del ministro de defensa provocó oleadas de ansiedad en las filas del PCC y del estado comunista. Los radicales, como Zhang, solían de depender en Lin para respaldarlos en los conflictos internos con moderados. Tras su muerte la desconfianza creció entre los generales del EPL y la jefatura radical de China. Según algunos fuentes, Lin Biao se opuso a los intentos de acercamiento chinos de Mao a los Estados Unidos través Zhou Enlai. La falta de apoyo desde Zhang y sus colegas fue una traición para Lin, lo que fue el halcón de guerra más militante en el gabinete de Mao. En los años 1971-1975 nadie sucedió a Lin en su puesto como ministro de defensa, y el sucesor, el Mariscal Yeh (o Ye) Jianying habría sido un socio de los enemigos de la Banda, Zhou y Deng. La pérdida de apoyo del ejército fue un sacrificio de la lealtad de los revolucionarios culturales, entre ellos la Banda, a Mao como el líder supremo de China comunista, un error de que ellos habrían de pagar tras solo cuatro años con las muertes de Zhou y Mao. No obstante, los años 1967-74 supusieron la cúspide de poder para la facción radical. Zhang Chunqiao había designado en 1967 como el alcalde de Shanghái, y siguiente en 1971 como el jefe del Comité del PCC en Shanghái (ocupando su puesto anterior al mismo tiempo).  

### Las remodelaciones - 1974-76
Hasta 1975 la facción radical se había dividido y llegó a tal punto bajo desaprobación de Mao él mismo, él que solo les mantuvo para impedir una toma de poder por Zhou Enlai mientras su enfermedad. Es conocido que Kang Sheng, encima del lecho de muerte en diciembre de 1975, denunció a Jiang Qing, la patrona de Zhang, por traicionar el PCC durante la Guerra Civil con los nacionalistas. En 1974 Wang Hongwen, el candidato de los radicales para haber el teniente de Zhou, y entonces su heredero cuando él muriera de su cáncer de la vejiga, había pasado en favor del candidato de Zhou y enemigo de ellos Deng Xiaoping. Al principio Deng no fue entusiasta de tener que trabajar bajo Zhou, lo que mientras muchos años se rindió a Mao para no exponerse a las purgas de Mao. Jung y Halliday escribieron que las relaciones entre los dos se fijaron debido a una denuncia de Zhang Chunqiao que declaró Zhou en una discusión privada con Deng.
El 8 de enero de 1976 Zhou Enlai murió de su cáncer. Reconociendo que la muerte de la figura más popular y recordado de la revolución aparte de Mao pudiera causar un cambio de humor público, la Banda de los Cuatro mandaron que exhibiciones exageradas de afición al difunto hubieran sido prohibidas. Tensiones desarrollaron entre bandos de ciudadanas en luto y cuadrillas de radicales entregadas por Zhang y Wang Hongwen. En vez de nombrar a uno de la Banda de los Cuatro como el reemplazo de Zhou, Mao promovió a un oficial menor llamado Hua Guofeng como el nuevo primer ministro. 
El hecho que en 1975 comenzó una campaña de denuncias por Yao Wenyuan y Zhang contra Zhou y Deng Xiaoping no ayudó en aumentar ellos imagen popular. En el 5 de abril de 1976, durante el Festival de Qinming, una celebración de las almas de los difuntos, manifestaciones violentas comenzaron en la Plaza de Tian'anmen en Pekín cuando policías llegaron para quitar las mensajes de denuncias escritas por dolientes contra Sra. Mao y otros radicales. Ellos los culparon por la muerte de Zhou y las condiciones malas de la economía. Mao repuso a las manifestaciones con el saqueo de nuevo del vicepresidente Deng, lo que fue el último treta exitosa de los radicales. En el 9 de septiembre Mao se murió y tras un solo mes su sucesor elegido Hua Guofeng les detuvo a Zhang y todos los otros miembros de la Banda de los Cuatro.